# Robert Kabelac
Robert Kabelac (* 19. Oktober 1894 in Wien; † 28. Oktober 1976 in Braunlage) war ein deutscher Werftdirektor.

## Biografie
Kabelac war der Sohn eines Baurats. Er absolvierte die Realschule in Brünn und Wien und studierte Schiffbau und Schiffsmaschinenbau an der Technischen Universität Wien. Im Ersten Weltkrieg diente er in der Gemeinsamen Armee von Österreich-Ungarn. 1919 erwarb er sein Diplom als Schiffbauingenieur. Von 1920 bis 1922 war er auf der Frerichswerft (ab 1930 Teil der Deschimag) in Einswarden und von 1922 bis 1935 bei der AG Weser beschäftigt. 1935 wurde er Direktor und Chef der Maschinenbauabteilung der Werft Bremer Vulkan. Er wurde 1935 deutscher Staatsbürger, war aber nicht in der NSDAP. Als Wehrwirtschaftsführer und Mitglied des Hauptausschusses Schiffbau hatte er eine wichtige Rolle bei der Aufrüstung der Wehrmacht. Besonders mit der Vulkan-Tochterfirma Vegesacker Werft baute er das Unternehmen zu einem leistungsfähigen Rüstungsbetrieb um. Im Zweiten Weltkrieg lieferte die Vegesacker Werft 74 U-Boote unterschiedlicher Typen an die Kriegsmarine aus. Der auch von ihm initiierte U-Boot-Bunker Valentin zum Bau der U-Boote vom Typ XXI wurde bis Kriegsende 1945 nicht fertiggestellt.
Die Bremer Vulkan wurde zum Kriegsmusterbetrieb ernannt und Kabelac mit dem Kriegsverdienstkreuz I. Klasse ausgezeichnet. Im Oktober 1943 dankte der Rüstungsinspektor des Wehrkreises X „für die beachtliche Leistung“ seiner gesamten Belegschaft für die Umsetzung der Kriegsaufgaben.
Mitte 1945 ernannte die US-Militärverwaltung Kabelac zum Leiter der Shipbuilders Association of the Enclave, die eine zivile Neuausrichtung und Wiederbelebung des Schiffbaus in Bremen und Bremerhaven organisieren sollte.
Nach dem Krieg organisierte Kabelac den Wiederaufbau der Vulkanwerft und war bis 1960 Leitender Direktor der Werft. Fischereifahrzeuge und Frachtschiffe, vor allem für die Roland-Linie GmbH, einer Lloyd – Tochter, bestimmten zunächst die Neubautätigkeit, bevor man sich dem Großschiffbau zuwandte und sich auch mit schifffahrtsfremden Aufträgen befasste. 1958/59 war er Präses der Handelskammer Bremen. Zudem war er Aufsichtsrat, u. a. bei der Flensburger Schiffbaugesellschaft, der Bremer Straßenbahn AG, beim Germanischen Lloyd und bei der Hamburgischen Schiffbau-Versuchsanstalt. Er war Mitglied im Seeverkehrsbeirat des Bundesverkehrsministeriums. Nach seinem Ausscheiden aus dem Vorstand vertrat er bis 1965 als Mitglied im Aufsichtsrat den Bremer Vulkan.
Nach 1945 war Kabelac zunehmend bemüht, die Rolle der Bremer Vulkan beim U-Boot-Bau aus der Werftgeschichte auszublenden. Die zwischen 1940 und 1944 produzierten 74 U-Boote fehlten unerklärlicherweise in der ausführlichen Schiffschronik. Als sich 1956 der Historiker Erich Gröner für den U-Boot-Bau interessierte, wurden seine Anfragen ausweichend beantwortet und eine Zusammenarbeit verweigert.
Seit 1954 war er Kaufmännisches Mitglied der Stiftung Haus Seefahrt in Bremen und 1965 Gründungspräsident des neuen Rotary Clubs in Bremen – Vegesack.
Das Schiff M/S Robert Kabelac trug von 1962 bis 1975 seinen Namen.

### Entnazifizierungsverfahren
Die zügige Entnazifizierung u. a. von Kabelac und des ehemaligen AG-Weser-Direktors Franz Stapelfeldt führte 1947 zu einem Eklat in der Kammer für Befreiung von Nationalsozialismus und Militarismus und zum Rückzug von Hermann Prüser (KPD) aus diesem Gremium. Prüser, der auf Vorschlag von Wilhelm Kaisen zum hauptamtlichen Mitarbeiter der Kammer gewählt worden war, sah Kabelac und Stapelfeldt in ihren leitenden Funktionen in der Rüstungsindustrie unter dem Hitler-Regime als „mitverantwortlich für die katastrophalen Auswirkungen der hitlerischen Raubpolitik  in allen europäischen Ländern“ und lehnte es ab, dass die Industrieverantwortlichen im Spruchkammerverfahren einer Verurteilung entgehen sollten, während „kleine namenlose und wirtschaftlich ohnmächtige Beamte und Geschäftsleute bestraft“ würden. Kabelac und Stapelfeldt wollte Prüser daher in die Kategorie der Hauptbeschuldigten und Belasteten einstufen und sah sich danach innerhalb der Gremien wegen dieser Auffassung persönlich massiv unter Druck gesetzt. Daraufhin teilte er Kaisen am 15. März 1947 seinen Rückzug aus der Kammer mit.